# نائب أمير قطر
نائب أمير دولة قطر هو ثاني منصب في دولة قطر حيث يأتي بعد مباشرة الأمير، ووفقاً للدستور القطري يكون تعين نائب الأمير فقط في حال تعذر نيابة ولي العهد عن الأمير ووفقاً للدستور يكون تعين نائب الأمير بأمر أميري، نائب أمير دولة قطر حالياً هو الشيخ عبدالله بن حمد آل ثاني منذ 11 نوفمبر 2014. 
وفقاً للمادة 13 من للدستور القطري للأمير في حال تعذر نيابة ولي العهد عنه أن يعين بأمر أميري نائباً له من العائلة الحاكمة لمباشرة بعض صلاحياته واختصاصاته فإن كان من تم تعيينه يشغل منصباً أو يتولى عملاً في أي جهة فأنه يتوقف عن القيام بمهامه مدة نيابته عن الأمير ويؤدي نائب الأمير بمجرد تعينه أمام الأمير ذات اليمين التي يؤديها ولي العهد.   
وفي 11 نوفمبر 2014 أصدر الشيخ تميم بن حمد آل ثاني أمير دولة قطر أمراً أميرياً بتعين الشيخ عبدالله بن حمد آل ثاني نائباً للأمير وذلك نظراً لتعذر تعين ولي للعهد. 

## قائمة نواب أمير قطر
|   | الاسم                        | الصورة | فترة تولي المنصب | فترة تولي المنصب |
| - | ---------------------------- | ------ | ---------------- | ---------------- |
| 1 | الشيخ خليفة بن حمد آل ثاني   |        | 24 أكتوبر 1960   | 22 فبراير 1972   |
| 2 | الشيخ عبدالله بن حمد آل ثاني |        | 11 نوفمبر 2014   | حتى الآن         |